# Gabriel Knight 3: Blood of the Sacred, Blood of the Damned
Gabriel Knight 3: Blood of the Sacred, Blood of the Damned é um jogo de aventura de apontar e clicar criado por Jane Jensen, desenvolvido e publicado pela Sierra Studios e lançado para Microsoft Windows em 1999. a sequência de The Beast Within: A Gabriel Knight Mystery de 1995, a história do jogo se concentra nas vidas de Gabriel Knight (dublado mais uma vez por Tim Curry) e Grace Nakimura enquanto eles se envolvem em um caso para rastrear uma criança sequestrada, se envolvendo em um mistério que envolve vampiros, os Cavaleiros Templários, o Santo Graal e Jesus dentro da província de Languedoc da França; a história em si é inspirada por uma conspiração de tesouro da vida real associada à área.
Após a edição anterior, a Sierra optou por renderizar o terceiro jogo da série em gráficos 3D, com um nível elevado de resolução de quebra-cabeças e exploração. O trabalho de desenvolvimento foi atrasado devido às dificuldades da equipe em se adaptar ao novo mecanismo de renderização do jogo, com alguns quebra-cabeças projetados sendo considerados complicados e substituídos por uma série de novos quebra-cabeças que Jensen não aprovou, mas não poderia ter mudado. Embora Jensen tenha aprovado o ator que interpretou Gabriel no último jogo, foi decidido que Curry deveria retornar, devido à sua crença de que ele forneceu a personalidade certa para o personagem.
Gabriel Knight 3 foi o último jogo a ser feito pela Sierra antes da quebra da indústria de videogames de aventura. Embora não tenha sido um sucesso comercial, assim como seus antecessores, recebeu principalmente avaliações positivas dos críticos.  Elogios foram dados à história e seu cenário, juntamente com um dos "melhores.

## Jogabilidade
Blood of the Sacred, Blood of the Damned é um jogo de aventura de apontar e clicar, jogado de uma perspectiva de terceira pessoa. A história é dividida em capítulos que cobrem um período de três dias de vários blocos de tempo, que se desenrolam de forma linear e colocam os jogadores no controle de um dos dois personagens jogáveis - enquanto Gabriel lida com o bloco inicial de capítulos, a maioria alterna entre ele e Grace. Em cada capítulo, os jogadores devem completar um conjunto de ações necessárias para progredir na história, mas podem fazê-lo de forma não linear, permitindo-lhes explorar locais e conduzir ações opcionais que fornecem pano de fundo e contexto para a história e os eventos do jogo. Em alguns capítulos, completar certas ações causará mudanças durante esse capítulo em outros locais - estes são indicados pelo som de um relógio. Cada capítulo apresenta uma variedade de locais que o jogador pode visitar, alguns dos quais são acessados por meio de um mapa aéreo que usa um sistema de dicas para destacar os principais locais que têm ações a serem realizadas para esse capítulo; sites adicionais ficam disponíveis conforme o jogo avança.  Assim como nos jogos da Sierra da época, uma pontuação contínua é usada para manter o controle sobre as ações, tanto obrigatórias quanto opcionais, que os jogadores concluíram (por exemplo, adquirir um objeto necessário para um quebra-cabeça).
Objetos interativos são destacados quando o cursor é movido sobre eles, o que ativa uma barra de ação de comandos "verbais" que podem ser conduzidos pelo jogador. As ações podem envolver coisas como examinar um objeto/pessoa, pegar um item ou falar com uma pessoa. Assim como nos títulos anteriores, os jogadores armazenam itens coletados em um inventário e podem examiná-los, usá-los, combiná-los ou torná-los um objeto ativo para interações com outros itens ou pessoas. As conversas com pessoas variam entre aquelas que fornecem breves palavras sobre as coisas e aquelas que precisam ser entrevistadas sobre tópicos. Para entrevistas sobre questionar alguém para obter informações, uma barra de ação de tópicos "verbais" aparece, que pode variar de perguntar sobre um lugar ou objeto, aprender sobre a própria pessoa ou questioná-la sobre algo que ela aprendeu. No entanto, as conversas não podem ser revisadas depois de terem sido feitas, como nos jogos anteriores da série.
Blood of the Sacred, Blood of the Damned permite que os jogadores tenham controle total sobre o posicionamento e o ângulo da câmera, permitindo que examinem um local em detalhes; a câmera só é fixada durante cutscenes, close-ups de objetos e conversas. Além disso, se o personagem do jogador não estiver à vista, ele gerará alguém fora da câmera perto da posição atual do ponto de vista. Em certos pontos do jogo, os jogadores podem usar um laptop para escanear e comparar evidências, conduzir pesquisas sobre tópicos, vincular evidências e itens a suspeitos marcados e para resolver um dos quebra-cabeças centrais do jogo. Em algumas situações, o jogador deve superar uma situação perigosa ou correr o risco de ocorrer um momento de fim de jogo, forçando-o a tentar novamente, reiniciar o jogo ou restaurar um salvamento anterior.

## História

### Contexto
Blood of the Sacred, Blood of the Damned acontece dentro de um mundo onde o oculto e o sobrenatural existem ao longo da história humana – como fantasmas, cultistas e demônios. Para combater aqueles que usam tais forças para o mal contra a humanidade estão os "Schattenjägers" – uma tradução alemã das palavras "Caçadores de Sombras" – que assumem a responsabilidade de defender os inocentes de tais seres; suas origens, no entanto, estão envoltas em mistério.  A história do jogo é inspirada em uma teoria da conspiração dos anos 1950 sobre o padre da paróquia do século XIX, Bérenger Saunière, e um tesouro secreto que ele escondeu ao redor da vila de Rennes-le-Château, no sul da França, incorporando vários elementos sobre a mitologia dos vampiros e do Santo Graal, os mitos que cercam os Cavaleiros Templários e as histórias religiosas de Jesus Cristo antes e durante sua crucificação.
Os locais apresentados no jogo incluíam um layout fictício de Rennes-le-Château, que recria fielmente marcos locais como a Igreja de Santa Maria Madalena, juntamente com os locais reais de Rennes-les-Bains e Château de Blanchefort, com uma mistura de marcos fictícios e locais relacionados ao enredo.

### Personagens
Os jogadores assumem o papel de Gabriel Knight, dublado por Tim Curry, e Grace Nakimura, dublada por Charity James, ao longo do jogo, usando seus próprios métodos e abordagens para resolver suas respectivas partes da investigação que realizam juntos. Durante seu trabalho, eles recebem assistência de Frank Mosely (dublado por David Thomas), um detetive de polícia de Nova Orleães. Outros personagens principais do jogo incluem: Emilio Baza, dublado por Billy West; Madeline Buthane, dublada por Jennifer Hale; Vittorio Buchelli, dublado por Joe Lala; Excelsior Montreaux, dublado por John de Lancie; Abbé Arnaud, dublado por Gregg Berger, John Wilkes, dublado por Richard Doyle, Lady Howard, dublada por Samantha Eggar; Estelle Stiles, dublada por Carolyn Seymour, Larry Sinclair, dublado por Corey Burton, e Prince James, dublado por Simon Templeman. Outros personagens coadjuvantes incluem as vozes de Philippe Bergeron, Rene Auberjonois, Susan Silo, Karen Ross e Tom Kane.

### Enredo
Quatro anos após os eventos em The Beast Within: A Gabriel Knight Mystery, o romancista Gabriel Knight, cumprindo o papel de sua família como Schattenjäger, e Grace Nakimura, sua assistente de pesquisa, recebem um convite para a casa do príncipe James de Albany, um descendente da House of Stuart, em Paris. James solicita a ajuda da dupla para proteger seu filho pequeno Charlie de "Visitantes Noturnos" - seres que supostamente são vampiros que atormentam sua família. Ao concordar com o trabalho, a dupla é vencida em sua primeira noite por uma força estranha; Grace é nocauteada, enquanto Gabriel fica paralisado e forçado a assistir Charlie sendo sequestrado. Recuperando seus membros, ele persegue os sequestradores em um trem, mas é emboscado por eles uma vez a bordo.  Quando o trem para fora da cidade de Couiza, um carregador da estação o ajuda a chegar a um hotel na vila próxima de Rennes-le-Château.
Na manhã seguinte, Gabriel liga para James para relatar sua localização, mas fica confuso quando é solicitado a investigar o que puder até que os homens de James assumam o controle. Ao procurar café no hotel, Gabriel descobre que na noite em que chegou, um grupo de caça ao tesouro chegou ao mesmo tempo, incluindo: Madeline Buthard, a líder do passeio; Vittorio Buccheilli, um turista italiano; John Wilkes, um caçador de tesouros australiano; Emilio Baza, um turista do Oriente Médio; e Frank Mosely, o amigo detetive de Gabriel de Nova Orleães. Ao mesmo tempo, ele se encontra com o padre local Abbé Arnaud e o escritor histórico Larry Sinclair. Durante uma busca na vila e na região, ele descobre que os sequestradores devem estar se escondendo na área e que o sequestro tem alguma conexão com um tesouro escondido na região ligado aos Cavaleiros Templários e ao Santo Graal.  Naquela noite, depois que Grace chega com os homens de James, Gabriel segue seus substitutos e os testemunha interrogando Arnaud rudemente, enquanto cumprimentam Larry com um aperto de mão estranho; Frank mais tarde revela que é maçônico. Decidindo que não podem abandonar o caso, Gabriel e Grace concordam em continuar, com Frank se oferecendo para ajudar.
No dia seguinte, Gabriel vasculha a sala dos grupos de turismo e descobre que Buthane e Vittorio não são o que parecem ser. Enquanto isso, Grace se junta ao tour de caça ao tesouro para aprender mais sobre o tesouro escondido na região. Após uma visita a uma vinícola local, de propriedade da Excelsior Montreaux, ela e o grupo se deparam com os corpos dos homens de James, ambos brutalmente assassinados e com o sangue drenado. Ao ouvir isso, Gabriel questiona o grupo e examina a cena do crime com Frank; a visita o vê ter visões do assassinato, determinando que os assassinos eram vampiros. Gabriel informa James sobre as mortes de seus homens, que implora para que ele continue seu trabalho, antes de visitar Larry para confrontá-lo sobre sua visita.  Larry irritado o despeja de sua casa, mas não antes de vê-lo programando o alarme para mais tarde naquela noite. Conversando com Grace sobre seus suspeitos, ela sugere que ele visite Montreaux, depois de descobrir que sua vinícola é profundamente perturbadora por razões desconhecidas. Posando como jornalista, Gabriel o encontra e observa que suas opiniões sobre a produção de vinho são estranhamente estranhas e assustadoras.
Mais tarde naquela noite, Grace se depara com um envelope contendo um documento conhecido como Le Serpent Rouge, que supostamente contém enigmas que, quando resolvidos, levam ao tesouro do vale. Gastando seu tempo sabiamente, ela consegue resolver alguns de seus enigmas, antes de ser interrompida por Wilkes, que lhe oferece o jantar. Grace aceita e descobre que ele encontrou uma câmara oca sob o vale por meio de pesquisas sismológicas; infelizmente, ela é forçada a deixá-lo em seu quarto quando ele faz uma investida bêbada nela. Depois da meia-noite, Gabriel sai para o vale para espionar Larry e o testemunha enterrando um manuscrito e o recupera;  através dele, ele descobre que o sobrenome de Larry é Chester, não Sinclair. Ao retornar ao hotel para dormir, ele sofre um pesadelo sobre vampiros, fazendo com que ele e Grace durmam juntos. De manhã, Grace revela que o manuscrito é sobre o fato de que Jesus Cristo teve descendentes, e cobre suas linhagens após sua crucificação. Enquanto isso, Gabriel descobre que Wilkes havia desaparecido do hotel naquela noite, e mais tarde encontra seu corpo perto de um marco local, morto da mesma forma.
Grace continua seu trabalho em Le Serpent Rouge e descobre que as respostas do enigma estão de acordo com as descobertas de Wilkes. Após completar os enigmas, ela e Gabriel descobrem que o manuscrito desapareceu. Suspeitando que Mosely o pegou e descobrindo que o príncipe James apareceu, Gabriel decide questionar seu amigo e pede a Grace para rastreá-lo. Suas investigações mais tarde levam a dupla a revelar que Buthane está com a inteligência francesa, investigando atividades recentes na região, Vittorio é um padre do Vaticano, também pelos mesmos motivos, e que Mosely recentemente se alistou para trabalhar para a CIA, investigando problemas da maçonaria na França. Gabriel devolve o manuscrito a James, que está acompanhado por seu criado Mesmi e Larry. Ele confirma que sua família tem uma conexão com Jesus e teme que a linhagem de Charlie tenha sido o motivo de seu sequestro. Gabriel mais tarde revisita Montreaux, convencido de que ele está envolvido, e encontra evidências que o ligam ao sequestro; infelizmente, os sequestradores o avistam, alertam Montreaux sobre sua verdadeira identidade e o perseguem.
Em sua ausência, Grace descobre que Emilio estava ajudando a dupla com suas investigações. Ele revela que serviu em uma irmandade conhecida como Magi que ajudou e protegeu Jesus durante sua vida, e que Montreaux faz parte de um grupo de Magi que buscava garantir seu sangue para seu próprio fim, tornando-se vampiros como resultado. O próprio Emilio tentou o mesmo e se tornou imortal, mas se arrependeu de suas ações e jurou impedir que o grupo perseguisse os descendentes de Jesus. Percebendo que Charlie provavelmente está de posse de um forte elemento da linhagem de Jesus, Gabriel, apoiado por Frank e Mesmi, prossegue para o buraco sob a região, criado pelos Cavaleiros Templários, que abriga um templo, confrontando Montreaux e seus parentes, matando-os e salvando Charlie. Emilio, sentindo isso, deixa Grace, mas a aconselha a seguir seu próprio caminho na vida.  No templo, Gabriel descobre que o tesouro não é outro senão o corpo de Jesus, o que lhe concede uma visão revelando as origens do papel de sua família como Schattenjägers, antes de Emilio remover o corpo para um local mais seguro. Enquanto Charlie é devolvido ao seu pai, Gabriel vai ver Grace com as boas novas, apenas para encontrar um bilhete dela que ele joga fora com tristeza.

## Desenvolvimento
Jane Jensen começou a projetar Gabriel Knight 3 em dezembro de 1996. quando o trabalho começou em Blood of the Sacred, Blood of the Damned, já estava claro para a equipe de desenvolvimento que seria o último jogo de Gabriel Knight. Jane Jensen comentou que "nós éramos o último dinossauro no pedaço. Tínhamos até o jogo ser lançado, e então estaria acabado". No entanto, Sierra sentiu que a série deveria migrar para gráficos 3D para acompanhar os tempos. A equipe de desenvolvimento tinha pouca experiência ou entendimento do formato; quando o programador Scott Bilas foi trazido a bordo no meio da produção, ele foi informado de que o jogo estava quase pronto, apenas para descobrir que a equipe havia deixado de fora uma série de recursos que eram necessários para tornar o jogo jogável. O jogo foi anunciado em meados de agosto de 1997.
As dificuldades da equipe com a tecnologia levaram a uma série de atrasos. aludindo a um Quebra-cabeça infame no início do jogo em que o cavaleiro deve usar fita para tirar o cabelo de um gato e usá-lo para fazer um bigode falso, Bilas lembrou: "Foi terrível! Havia algo que Jane [Jensen] queria fazer que era muito difícil, muito caro, muito complicado para fazer acontecer. Acho que nosso produtor criou o quebra-cabeça do gato [como um substituto]. Tenho certeza de que Jane não gostou. Nenhum dos desenvolvedores gostou, mas estávamos realmente atrasados e precisávamos colocar algo lá".
Embora estivesse satisfeita com o desempenho de Dean Erickson no jogo anterior, Jensen sentiu que Tim Curry representava a verdadeira voz de Gabriel Knight e optou por tê-lo de volta ao papel.

### Trilha sonora
A trilha sonora do jogo foi composta por David Henry, com base em temas criados pelo compositor original da série, Robert Holmes. Em todos os jogos Gabriel Knight, o popular hino gospel "When the Saints Go Marching In" pode ser ouvido, embora em diferentes remixes e formas. Em Gabriel Knight 3, pode ser ouvido na Taverna San Greal em Rennes-les-Bains.

## Recepção
Gabriel Knight 3 recebeu avaliações favoráveis de acordo com o site de agregação de avaliações Metacritic. Uros Jojic da IGN disse que o jogo "prova que os jogos de aventura ainda têm alguma vida" e fornece "uma mudança bem-vinda para o mercado de PCs com muita ação" com "[uma] história excelente e um enredo bem elaborado". Ao mesmo tempo, ele criticou a narração de Tim Curry, como "uma interpretação fria e exagerada do sotaque sulista", e a mudança para 3D que eles sentiram "ainda não está pronta para retratar as emoções e sentimentos da maneira que os atores podem". Erik Wolpaw do GameSpot compartilhou os sentimentos sobre o "terrível trabalho de atuação" de Curry, chamando o "sotaque falso e a entrega excessivamente dramática [...] quase insuportável". O diálogo também foi criticado, assim como os quebra-cabeças, os últimos que felizmente "melhoram conforme a história avança". A história em si foi recebida de forma mais positiva, incluindo "alguns excelentes elementos de enredo" e conexões "fascinantes" entre fato e ficção. Dan Ravipinto, da Adventure Gamers, achou alguns dos quebra-cabeças menores "completamente bobos", mas ao mesmo tempo o vasto Le Serpent Rouge "um dos quebra-cabeças mais bem projetados da história dos jogos de aventura". O enredo com suas "narrativas interessantes" foi chamado de "épico em todos os sentidos da palavra" e o jogo "finalmente um sucesso". Jeff lundrigan do Nextgen disse sobre o jogo, "é um clichê, mas: se você realmente gosta de jogos de aventura – e é um ótimo solucionador de quebra-cabeças – cara, isso é um deleite raro."
Em maio de 2000, Jane Jensen observou que as “vendas do Gabriel Knight 3 não foram suficientes para compensar o custo de desenvolvimento, uma vez que tivemos que construir um novo motor."
O jogo foi nomeado o melhor jogo de aventura para computador de 1999 pela Computer Games Strategy Plus e CNET Gamecenter, e foi vice-campeão do Computer Gaming World, o Electric Playground', GameSpots, PC PowerPlay, e prêmios GameSpy nesta categoria. a equipe de jogos de computador escreveu: "Embora o jogo, às vezes, apresente alguns diálogos desajeitados, atuação exagerada e gráficos 3D fracos, ele oferece um universo envolvente, bem realizado e cheio de detalhes". Durante o 3º Prêmio Anual de Conquistas Interativas, a Academia de Artes & Ciências Interativas nomeou Gabriel Knight 3 para "Jogo de Aventura/RPG para Computador do Ano"".
Em 2011, a Adventure Gamers listou-o como o 32º melhor jogo de aventura já lançado.

## Legado
Em agosto de 2000, o jogo foi mencionado pela equipe do cnet gamecenter como um dos "verdadeiros jogos de aventura" que não conseguiu vendas. eles citaram o motivo: "Agora parece que as pessoas querem mais ação do que aventura. Elas preferem correr por aí em shorts curtos saqueando tumbas do que vivenciar histórias reais. As pessoas querem algo simples. Mesmo na luta entre dois jogos de tiro em primeira pessoa com tendências de aventura, o mais simples dos dois (Half-Life) venceu o mais imaginativo (System Shock 2). Os dias dourados se foram; o sonho acabou. Os jogadores casuais mataram os jogos de aventura, e Myst os fez fazer isso." Cliff Hicks fez uma observação sobre o desaparecimento do gênero de aventura: "Não há como superar este, temos medo, e não achamos que veremos esses jogos retornarem, pelo menos não por muito tempo. Sierra, a pioneira neste campo, parece ter desistido. Sierra cancelou o último jogo Space Quest, não há outro jogo Gabriel Knight em andamento, e King's Quest está desaparecido. Infelizmente, aventura, mal sabíamos que você." um mês depois, erik wolpaw do Old Man Murray usou gabriel knight 3 e seu quebra-cabeça "mosely disguise" como uma "teoria alternativa de quem matou os jogos de aventura". ele concluiu sua hipótese com: "Quem matou os jogos de aventura? Acho que deve estar bem claro neste ponto que os jogos de aventura cometeram suicídio."

## Ligações Externas
- Site oficial da Sierra On-Line no Wayback Machine (arquivado em 2002-02-04)
- Página do produto em Sierra.com no Wayback Machine (arquivado em 2004-02-12)
- Gabriel Knight 3: Blood of the Sacred, Blood of the Damned no MobyGames
- Gabriel Knight 3: Blood of the Sacred, Blood of the Damned no Metacritic
- Gabriel Knight 3: Blood of the Sacred, Blood of the Damned. no IMDb.
- Versão demo no Internet Archive